# 柏葰
柏葰（穆麟德轉寫：begiyūn，？—1859年），原名松葰，字靜濤，巴魯特氏，蒙古正藍旗人，晚清大臣。进士出身，官至文淵閣大學士，因戊午科場案被刑。

## 生平
道光六年（1826年）進士，授翰林院庶吉士，散館授編修，累升內閣學士，兼正紅旗漢軍副都統。道光十八年（1838年），出為盛京工部侍郎，調刑部，兼管奉天府尹。道光二十三年（1843年），充諭祭朝鮮正使，不受餽贈。道光二十五年（1845年），充總管內務府大臣。次年典江南鄉試。道光二十八年（1848年），擢左都御史。道光三十年（1850年），遷兵部尚書，授內大臣。不久調吏部，管理三庫，兼翰林院掌院學士。咸豐三年（1853年），奉命偕同侍郎善燾趕赴盛京，暗查協領塔芬布輕聽謠言，調兵護宅之事。查實之後，塔芬布革職，將軍奕興坐袒護之罪，革任。不久，柏葰因以前在鑲白旗蒙古都統任內揀選承襲有誤，罷內務府大臣，降授左副都御史。隨即出為馬蘭鎮總兵。咸豐五年（1855年），擢熱河都統。同年召授戶部尚書，兼正黃旗漢軍都統。咸豐六年（1856年），命在軍機大臣上行走，兼翰林院掌院學士。不久以戶部尚書協辦大學士。咸豐八年（1858年），典順天鄉試，拜文淵閣大學士。
順天鄉試結束後，物議沸騰。御史孟傳金上奏鄉試舞弊，帝命載垣、端華、全慶、陳孚恩會審。重新勘察全部試卷，發現舛謬甚多；又查出考生羅鴻繹藉兵部侍郎李鶴齡，交上同考官浦安；浦安又藉柏葰的看門人靳祥，央求柏葰家人調換試卷，使羅中舉。據《清史稿·文宗本紀》記戊午科場案：「上召廷臣宣示戊午科場舞弊罪狀，依載垣、端華所擬，主考官大學士柏葰坐家人掉換中卷批條，處斬。同考官浦安坐聽從李鶴齡賄屬，羅鴻繹行賄得中，均處斬。」咸豐九年（1859年），向來與柏葰不和的肅順、載垣等堅持要求文宗下詔定死罪。文宗雖有心免死，最終含淚准奏。二月，斬於菜市口，是科舉史上死於科場案的職位最高的官員。柏葰临刑前还以为自己身为受到朝廷器重的大员会被特赦改判流放，还嘱咐家人为自己准备行装。
清穆宗即位，兩宮太后發動祺祥之變，肅順等敗亡，御史任兆堅疏請昭雪，但朝廷討論後被斥回。不過朝廷還是門蔭其子候選員外郎鍾濂賜四品卿銜，遇六部郎中缺即選。鍾濂後來官至盛京兵部侍郎。《清史稿·列傳三百八十九》有传。

## 著作
著有《薜菻吟館詩鈔》、《奉使朝鮮日記》。

## 家庭
- 曾祖成德。曾祖母博爾可氏。
- 祖父明玉。祖母博爾騰氏。
- 父宜清安，甘肅寧夏道（今宁夏银川市）。妻哈郎特氏，胡魯古斯氏。
- 胞叔和琫額，其子道光二年（1822年）壬午恩科进士松福。
- 胞妹巴魯特氏，三继嫁镶白旗满洲、道光六年進士、兵部尚書麟魁。柏葰与麟魁道光六年（1826年）丙戌科进士同榜。
- 妻爱新觉罗氏（父宗室炳輝，先祖阿拜、努尔哈赤第三子），鍾氏（父正白旗漢軍、乾隆庚戌科進士盛安 (乾隆進士)），博史克氏（父正藍旗蒙古、乾隆六十年（1795年）乙卯恩科進士多山），必祿氏，費莫氏。
- 儿鍾濂（字稚泉，號又溪），历官光祿寺卿、都察院左副都御史、盛京兵部侍郎。妻伊拉里氏。
- 女雯仙，嫁正白旗满洲笔帖式徵霖。
- 孙崇彝（字泉孫，1884-1951），户部文选司郎中，著有《选学斋集外诗》、《道咸以来朝野杂记》、《选学斋书画寓目记》。妻完顏氏（胞姊完顏氏嫁正白旗滿洲喜塔臘氏熙徵（父直隶总督裕祿，胞叔光緒丙子恩科進士裕德）；父內務府鑲黃旗滿洲、同治戊辰科進士嵩申，母楊佳氏（胞叔内务府镶黄旗汉军、道光二十五年（1845年）乙巳恩科进士宜振））。

## 延伸阅读
[在维基数据编辑]
 《清史稿·卷389》，出自趙爾巽《清史稿》

### 引用
1. ↑  《清史稿·列傳三百八十九》：柏葰，原名松葰，字靜濤，巴魯特氏，蒙古正藍旗人。道光六年進士，選庶吉士，授編修。累遷內閣學士，兼正紅旗漢軍副都統。十八年，出為盛京工部侍郎，調刑部，兼管奉天府尹。二十年，召授刑部侍郎，調吏部，又調戶部。二十三年，充諭祭朝鮮正使，例有餽贐，奏卻之。二十五年，充總管內務府大臣。二十六年，典江南鄉試。疏言：「徵漕大戶短欠，取償小戶，劣紳挾制官吏，大戶包攬小戶，畸輕畸重，旗丁需索，加增津貼諸弊，請嚴禁。」如議行。尋偕倉場侍郎陳孚恩盤查山東藩庫，劾布政使王篤濫用幕友及地方官縱盜，巡撫崇恩以下議譴有差。二十八年，擢左都御史。三十年，遷兵部尚書，授內大臣。尋調吏部，管理三庫，兼翰林院掌院學士。咸豐三年，命偕侍郎善燾赴盛京按協領塔芬布輕聽謠言，調兵護宅，幾至激變，得實，論遣戍。將軍奕興坐袒護，革任。尋以前在鑲白旗蒙古都統任揀選承襲有誤，罷內務府大臣，降授左副都御史。未幾，出為馬蘭鎮總兵。五年，擢熱河都統，搜捕山匪。疏言：「熱河將惰兵疲，州縣不諳吏治。行使大錢，民皆罷市。礦匪占踞山場，委員侵蝕商款。」詔嚴切查辦。召授戶部尚書，兼正黃旗漢軍都統。六年，命在軍機大臣上行走，兼翰林院掌院學士。尋以戶部尚書協辦大學士。八年，典順天鄉試，拜文淵閣大學士。
2. ↑  《清史稿·列傳三百八十九》：柏葰素持正，自登樞府，與載垣、端華、肅順等不協。會御史孟傳金疏劾本科士論未孚，命覆勘試卷，應議者五十卷，文宗震怒，褫柏葰等職，命載垣等會鞫，得柏葰聽信家人靳祥言，取中羅鴻繹情事，靳祥斃於獄。九年，讞上，上猶有矜全之意，為肅順等所持。乃召見王大臣等諭曰：「科場為掄才大典，交通舞弊，定例綦嚴。自來典試諸臣，從無敢以身試法者。不意柏葰以一品大員，辜恩藐法，至於如是！柏葰身任大臣，且係科甲進士出身，豈不知科場定例？竟以家人干請，輒即撤換試卷。若使靳祥尚在，加以夾訊，何難盡情吐露？既有成憲可循，即不為已甚，就所供各節，情雖可原，法難寬宥，言念及此，不禁垂淚！」柏葰遂伏法。
3. ↑  《清史稿·列傳三百八十九》：十一年，穆宗即位，肅順等既敗，御史任兆堅疏請昭雪，下禮、刑兩部詳議，議上，詔曰：「柏葰聽受囑託，罪無可辭。惟載垣、端華、肅順等因律無僅關囑託明文，比賄買關節之例， 擬以斬決。由載垣等平日與柏葰挾有私讎，欲因擅作威福，竟以牽連蒙混之詞，致罹重辟。皇考聖諭有『不禁垂淚』之語，仰見不為已甚之心。今兩宮皇太后政令維新，事事務從寬大平允。柏葰不能謂無罪，該御史措詞失當。念柏葰受恩兩朝，內廷行走多年，平日勤慎，雖已置重典，當推皇考法外之仁。」於是錄其子候選員外郎鍾濂賜四品卿銜，以六部郎中遇缺即選。鍾濂後官盛京兵部侍郎。